# Leptogenys honoria
Leptogenys honoria är en myrart som beskrevs av Bolton 1975. Leptogenys honoria ingår i släktet Leptogenys och familjen myror. Inga underarter finns listade i Catalogue of Life.